# Münchner Wohnen
Die Münchner Wohnen GmbH ist die Wohnungsbaugesellschaft der bayerischen Landeshauptstadt München. Sie ist aus der zum 1. Januar 2024 erfolgten Fusion der beiden städtischen Wohnungsbaugesellschaften GWG und GEWOFAG hervorgegangen. Münchner Wohnen verfügt über einen Bestand von circa 70.000 eigenen Wohnungen und ungefähr 1.000 Gewerbeeinheiten. Die Immobilien und die rund 150.000 Mieter werden von rund 1.200 Mitarbeitern der GmbH betreut.

## Geschichte

### GEWOFAG und GWG
Die beiden gemeinnützigen Wohnbaugesellschaften Münchens, die GEWOFAG und die GWG, haben eine mehr als hundertjährige Geschichte und gehören bzw. gehörten zu hundert Prozent der Stadt München. Die GWG hatte gut 40.000 Mietwohnungen und Gewerbeeinheiten, der GEWOFAG gehörten insgesamt rund 36.000 Wohnungen und Gewerbeeinheiten.
Wiederholt gab es im Münchner Rathaus Bestrebungen, die GEWOFAG mit der GWG zusammenzulegen. Ernsthaft diskutiert wurde die Fusion erstmals im Jahr 2005, ein weiterer Vorstoß erfolgte 2016 seitens der Koalition von SPD und CSU im Münchner Stadtrat. Eine gute Gelegenheit hierfür sahen die Parteien seinerzeit in einem bevorstehenden Geschäftsführerwechsel in beiden Unternehmen. Sowohl CSU als auch SPD hatten jedoch Bedenken und sahen vor allem die unterschiedlichen Strukturen der beiden Unternehmen als Hinderungsgrund.
Ende 2020 beschloss die Stadt München die Fusion der städtischen Wohnbaugesellschaften GEWOFAG und GWG mit der Zielsetzung, den Wohnungsbau in München anzukurbeln. Angestrebt wurde eine Steigerung von durchschnittlich rund 1.250 neu gebauten städtischen Wohnungen im Jahr auf 2.000. Mit der Fusion sollten auch die Kosten gesenkt werden. Synergieeffekte versprach sich die Stadt vom Abschaffen der Doppelstrukturen in den Bereichen Personalstruktur, Projektentwicklung, Verwaltung und IT. Die Stadtverwaltung wurde von der Rot-Grünen Koalition im Dezember 2020 beauftragt, konkrete Vorschläge für eine künftige Unternehmensstruktur der fusionierten Wohnbaugesellschaften auszuarbeiten.

### Münchner Wohnen
Zur Vorbereitung der Fusion wurde im September 2022 die Eintragung von „Münchner Wohnen“ als Wortmarke beantragt.
Aufsichtsratsvorsitzende des neuen Unternehmens wurde die 3. Münchner Bürgermeisterin Verena Dietl (SPD),
die zuvor bereits bei GWG und GEWOFAG diese Position innehatte. Anfang Mai 2025 erklärte sie ihren Rücktritt von diesem Posten.
Am 1. Januar 2024 waren Doris Zoller, Armin Hagen und Christian Müller Mitglieder der Geschäftsführung. Allerdings hatte Hagen bereits Ende 2023 gekündigt; aus diesem Grund forderte die CSU Transparenz, denn Dietl habe noch im Dezember 2023 erklärt, Hagen sei das Gesicht der Fusion. Danach bestand die Geschäftsführung aus Doris Zoller (kommissarischer Vorsitz) und Christian Müller; Doris Zoller trat im März 2025 von ihrem Amt zurück.
Nach der Zusammenlegung umfasst das aus GEWOFAG und GWG entstandene Unternehmen 70.000 der insgesamt 800.000 Wohnungen in München. Die Stadt geht davon aus, dass die Fusion der beiden Unternehmen bis 2026 gut 45 Millionen Euro an Einsparungen bringt.
Für die Mieter änderte sich nach der Fusion wenig. Die Ansprechpartner sind im neuen Unternehmen Münchner Wohnen die gleichen, es änderten sich lediglich Kontaktdaten, da im Zuge der Fusion ihre Telefonnummern und E-Mail-Adressen angeglichen wurden. Beibehalten werden soll auch der Mietenstopp, den die rot-grüne Mehrheit im Münchner Stadtrat bis mindestens Ende 2026 verlängert hatte.

## Wohnanlagen und Mietpreise
Die Bestandsgebäude der Münchner Wohnen sind über alle Stadtteile verstreut: von den ersten Quartieren in der Zwischenkriegszeit, beispielsweise in Ramersdorf oder Neuhausen, über Einzelobjekte im ganzen Stadtgebiet bis zu den großen Stadterweiterungen in der zweiten Hälfte des 20. Jahrhunderts wie im Hasenbergl oder in Neuperlach und an den aktuellen Standorten in Neufreimann und Freiham. Die insgesamt 150.000 Wohnungsmieter an den 17 Standorten in München bezahlen im Durchschnitt 7,75 Euro pro Quadratmeter.
Im Jahr 2023 stellten GWG und Gewofag zusammen 1.174 Wohnungen fertig, größtenteils in Freiham, in Sendling und in Lochhausen. Die 1.174 Wohnungen entsprachen weitgehend der ursprünglichen Vorgabe der Stadt und der Planung der beiden Unternehmen. Im Jahr zuvor, 2022, hatten die beiden städtischen Gesellschaften noch 1.252 neue Wohnungen erstellt und damit die Vorgaben leicht übererfüllt. Für 2024, dem Jahr der Fusion von GEWOFAG und GWG, war seitens der Münchner Wohnen die Fertigstellung von 2.000 neuen Wohnungen in München avisiert. Stattdessen sollen bis Ende 2024 nur 800 Wohnungen fertiggestellt werden.
Ende 2023 beschloss der Stadtrat, dass jedes Jahr etwa vier Prozent der Wohnungen energetisch saniert werden soll. Im Jahr 2024 wurden jedoch nur 0,7 Prozent des Bestands saniert.

## Unternehmensstruktur
Die „Münchner Wohnen GmbH“ hat beim Amtsgericht München den Handelregister-Eintrag HRB 182906. Ihr unterstehen teils direkt, teils indirekt die „Münchner Wohnen Immobilien 1 GmbH“, „Münchner Wohnen Immobilien 2 GmbH“, „Münchner Wohnen Immobilien 3 GmbH“, „Münchner Wohnen Immobilien 4 GmbH“ und „Münchner Wohnen Service GmbH“.
Neben ihrem eigenen Immobilienbestand betreut die Münchner Wohnen mit einer Abteilung für Wohnungseigentumsverwaltung hundert Wohnungseigentümergemeinschaften mit Wohnungen und Gewerbe-Immobilien, die in der Größe zwischen 30 und über 230 Wohn- bzw. Gewerbeeinheiten umfassen. Der Sitz der Verwaltung der Münchner Wohnen befindet sich am Gustav-Heinemann-Ring 111, 81739 München.